# Anna Maria zu Mecklenburg

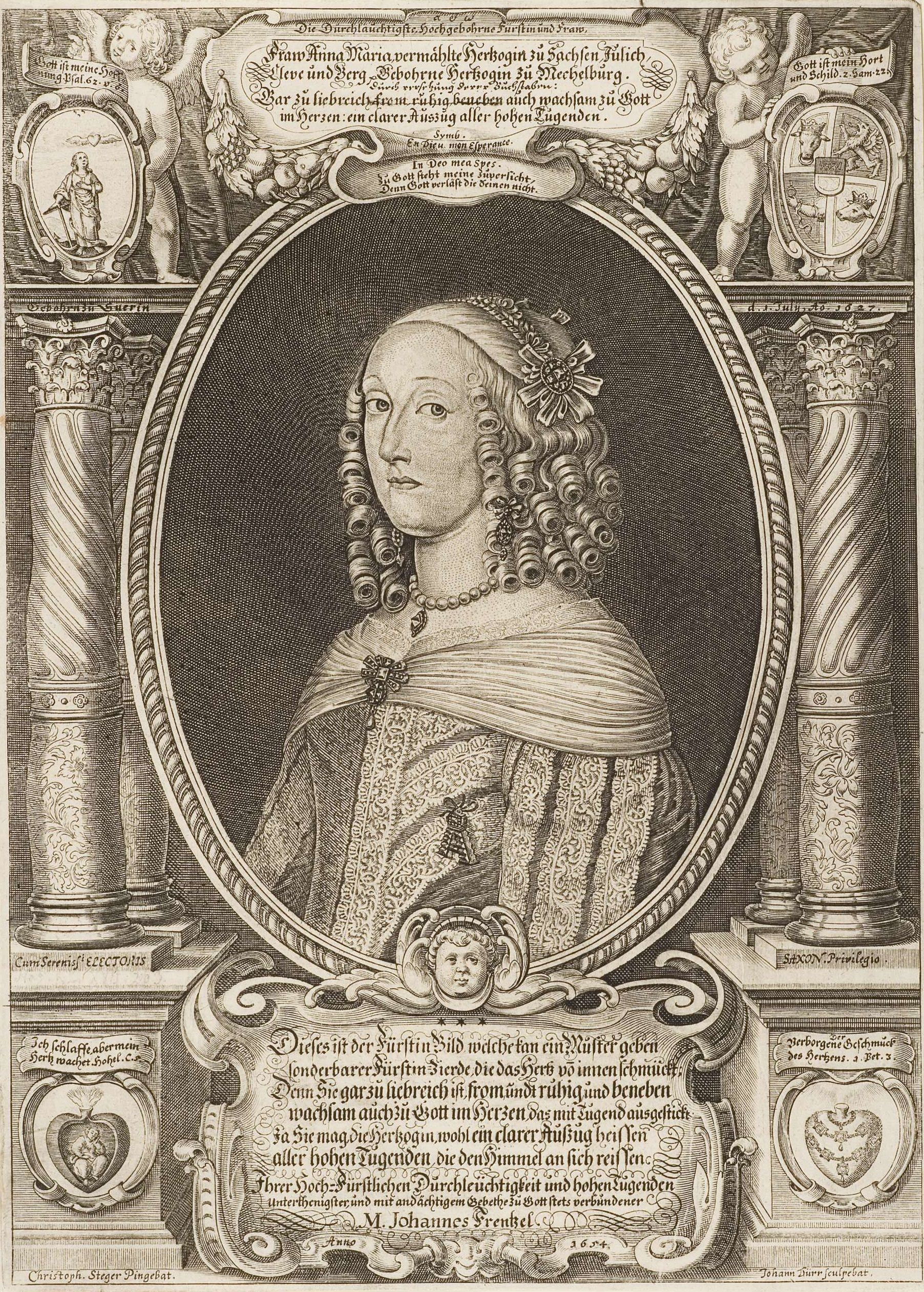
Anna Maria. Kupferstich, Johann Dürr, 1654 nach Christoph Steger

Anna Maria Dorothea, Herzogin zu Mecklenburg [-Schwerin] (* 1. Juli 1627 in Schwerin; † 11. Dezember 1669 in Halle) war Titular-Herzogin zu Mecklenburg und Prinzessin aus der Mecklenburg-Schwerinschen Linie der Obodriten und verheiratet mit August, Herzog der kursächsischen Sekundogenitur Sachsen-Weißenfels und Fürst von Sachsen-Querfurt sowie letzter Administrator des Erzstiftes Magdeburg.

## Familie
Anna Maria war die zweite Tochter des mecklenburgischen Herzogs Adolf Friedrich I. aus dessen erster Ehe mit Anna Maria von Ostfriesland, Tochter des Grafen Enno III. von Ostfriesland. In der Literatur wird auch mehrfach ein dritter Taufname „Dorothea“ genannt. Dafür fehlt aber bislang ein eindeutiger Primärquellenbeleg (Taufregistereintrag, Taufmitteilung der Eltern an andere Fürsten, Selbstbezeichnung in archivalischen Quellen etc.).

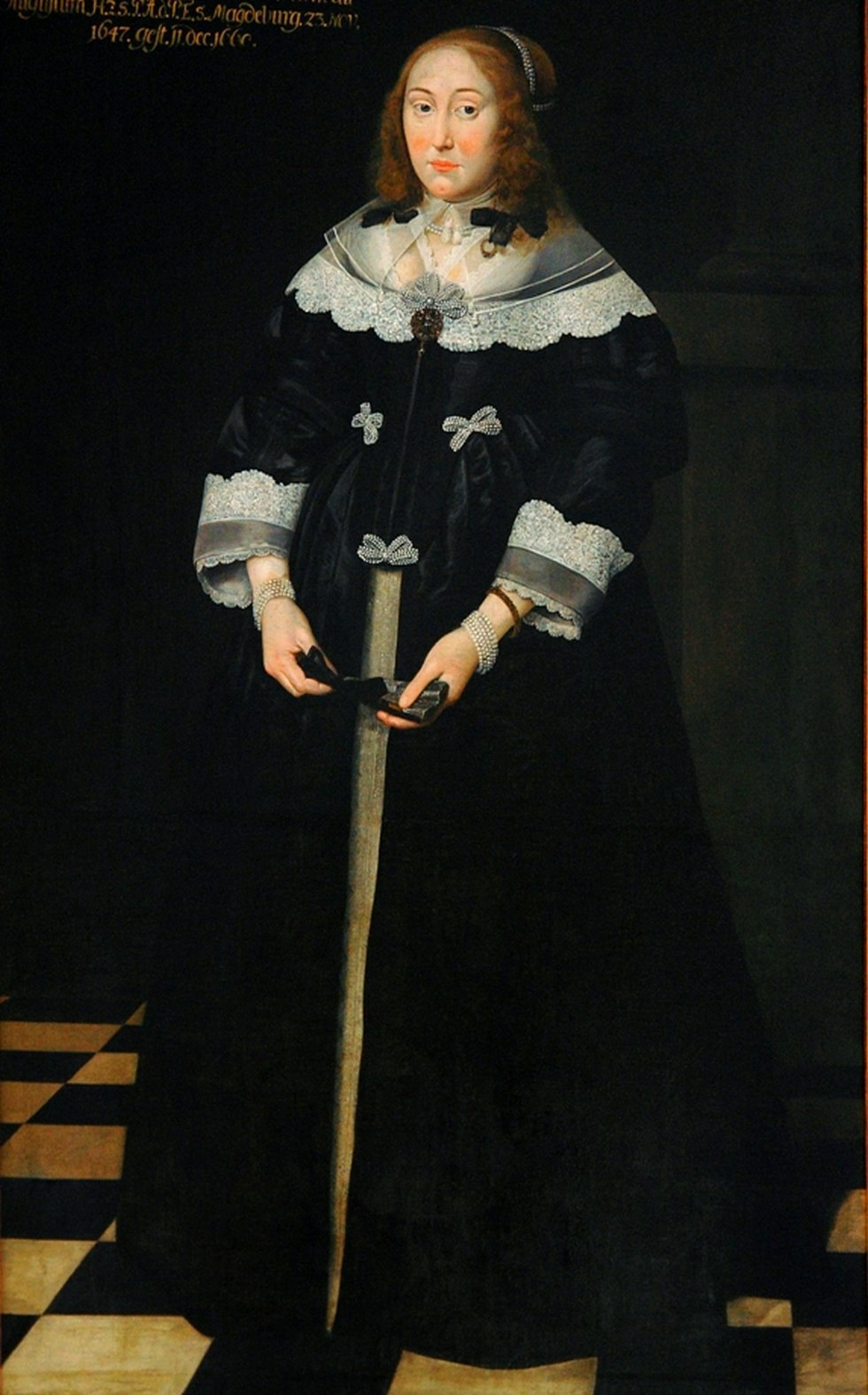
Anna Maria als Braut. Gemälde im Schlossmuseum Schloss Neu-Augustusburg

## Leben
Bereits als Säugling wurde sie wegen der Kriegsgefahr in Mecklenburg zusammen mit ihren beiden Brüdern Christian Ludwig und Karl nach Schweden gebracht, von wo aus sie wenig später nach Dänemark zur Königinwitwe Sophia, einer geborenen Herzogin zu Mecklenburg, kam. Ab 1629 wurde sie von der sächsischen Kurfürstinwitwe Hedwig von Dänemark auf deren Witwensitz Schloss Lichtenburg bei Prettin auf- und erzogen. Nach Hedwigs Tod kehrte sie 1642 nach Schwerin zurück. Da die Mutter bereits 1634 gestorben war, hatte sie nur ihren Vater persönlich kennengelernt. Der Vater bezeichnete sie auf seinem Sterbebett als sein liebstes Kind. Diese Aussage kann auch durch den herzlichen, ja liebevollen Umgangston in den Briefen, die sie sich schrieben, bestätigt werden. Nach ihrer Heirat zog sie wieder aus Schwerin fort und kehrte nachweislich nur einmal im Jahr 1651 nach dort zurück, um ihren Vater zu besuchen. Sie residierte mit ihrem Gemahl in der erzstiftisch-magdeburgischen Residenzstadt Halle. Da die alte erzbischöfliche Residenz, die Moritzburg, im Krieg zerstört worden war, bezogen sie den unter Kardinal Albrecht von Brandenburg errichteten und wohl als Universität gedachten Gebäudekomplex neben dem Dom, der seitdem die Bezeichnung Neue Residenz trägt. Nach ihrem Tod wurde Anna Maria in einem Prunksarg in der Schlosskirche von Neu-Augustusburg in Weißenfels beigesetzt. Zugleich wurden auch ihre drei 1663 gestorbenen Töchter, die bis dahin im Dom zu Halle beigesetzt waren, nach Weißenfels umgebettet.

## Ehe und Nachkommen
Ihre einzige Ehe schloss sie am 23. November 1647 in Schwerin mit August, Herzog von Sachsen-Weißenfels, dem Sohn Johann Georgs I., Kurfürst von Sachsen aus dessen Ehe mit Magdalena Sibylle von Preußen.
Mit ihrem Gemahl hatte sie folgende Kinder:
- Magdalena Sybille (1648–1681), Prinzessin von Sachsen-Weißenfels ⚭ Friedrich I., Herzog von Sachsen-Gotha-Altenburg
- Johann Adolf I. (1649–1697), Herzog von Sachsen-Weißenfels-Querfurt ⚭ (I) Johanna Magdalena von Sachsen-Altenburg und ⚭ (II) Christina Wilhelmina von Bünau
- August (1650–1674), Prinz von Sachsen-Weißenfels und Dompropst zu Magdeburg ⚭ Charlotte von Hessen-Eschwege
- Christian (1652–1689), Prinz von Sachsen-Weißenfels und Generalfeldmarschall der kursächsischen Armee
- Anne Marie (* 28. Februar 1653 in Halle; † 17. Februar 1671 ebenda), Prinzessin von Sachsen-Weißenfels
- Sophia (1654–1724), Prinzessin von Sachsen-Weißenfels ⚭ Karl Wilhelm, Fürst von Anhalt-Zerbst
- Katharina (* 12. September 1655 in Halle; † 21. April 1663 ebenda), Prinzessin von Sachsen-Weißenfels
- Christine (* 25. August 1656 in Halle; † 27. April 1698 in Eutin), Prinzessin von Sachsen-Weißenfels ⚭ August Friedrich, Prinz von Holstein-Gottorf und Fürstbischof von Lübeck
- Heinrich (1657–1728), Herzog von Sachsen-Weißenfels-Barby ⚭ Elisabeth Albertine von Anhalt-Dessau
- Albrecht (1659–1692), Prinz von Sachsen-Weißenfels ⚭ Christiana Theresia von Löwenstein-Wertheim-Rochefort
- Elisabeth (* 25. August 1660 in Halle; † 11. Mai 1663 ebenda), Prinzessin von Sachsen-Weißenfels
- Dorothea (* 17. Dezember 1662 in Halle; † 12. Mai 1663 ebenda), Prinzessin von Sachsen-Weißenfels